# Alécia Morais
Alécia Morais (Santo Antão, 1997) é uma modelo cabo-verdiana que em 2012 venceu a edição cabo-verdiana do concurso Elite Model Look. 

## Percurso
Foi aos 14/15 anos que o potencial de Alécia para as passarelas chamou a atenção. "Fui descoberta na minha ilha quando estava a caminho da escola. Lembro-me desse dia como se fosse ontem. A senhora que me descobriu foi diretamente a casa da minha família para falar com eles e convecê-los para que eu fizesse parte de um evento chamado Elite Model Look", disse a modelo em entrevista à revista 5 Eleven. Aos 15, em 2012, a modelo venceu a edição cabo-verdiana do evento, seguindo-se a participação no Elite Model Look Internacional, em Xangai, onde foi nomeada um dos melhores 15 talentos. Essa viagem para a China - a primeira para fora de Cabo Verde - marca o ínicio da sua carreira internacional no mundo da moda.
Aos 20 anos, a modelo foi selecionda para integrar o internacionalmente reconhecido desfile da marca Victoria's Secret, tornando-se na primeira modelo cabo-verdiana a conseguir o feito. A nível dos Países Africanos de Língua Oficial Portuguesa, na mesma edição do evento, a modelo angolana Almina Estevão, na altura com 18 anos, também integrou pela primeira vez o leque de modelos selecionadas. 
Agenciada pela Da banda Model Management, fundada por Córeon Dú, Alécia Morais vive e trabalha maioritariamente em Nova Iorque, nos EUA.
O seu currículo conta com passagens pelas Semanas da Moda de Paris, Milão e Londres e já desfilou para marcas mundialmente reconhecidas como Louis Vuitton, Dior, Chanel, Dolce Gabbana, Tom Ford, Tommy Hilfiger, Victoria's Secret, La Perla, MAC Cosmetics, Laura Mercier, entre outras.

## Reconhecimento e prémios
- Em 2012, venceu a edição cabo-verdiana do concurso Elite Model Look.[3][4]
- Em 2021, foi nomeada uma das 100 Personalidades Negras Mais Influentes da Lusofonia, pela PowerList100 Bantumen.[7][8]